# نانو سليولوز
نانو سليولوز مصطلح يشير إلى عدد من البنى النانوية التي تتكوَّن من السليولوز. من أهم هذه البنى: ألياف السليولوز النانوية وبلورات السليولوز النانوية والنانو سليولوز البكتيري (مركبات نانو سليولوز نانوي تنتجها البكتيريا).
ألياف السليولوز النانوية مادة تتكون من ألياف سليولوز نانوية يكون نسبة طولها إلى عرضها كبيرة. يتراوح عرض الليف النموذجي بين 5 - 20 نانومتر مع أطوال مختلفة تصل عادة إلى عدة ميكرونات، وتتميز هذه الألياف بخاصية الانسيابية ما يجعلها تشبه المواد الهلامية أو السوائل السميكة (اللزجة) في ظل الظروف العادية، ولكنها تصبح أقل لزوجة عند الاهتزاز. يمكن عزل هذه الألياف من أي مصدر يحتوي على السليلوز ومنها الألياف الخشبية من خلال استخدام ضغط عالٍ ودرجة حرارة عالية أو عن طريق الموائع الدقيقة.
يمكن الحصول على ألياف سليولوز نانوية من الألياف الأصلية عن طريق التحلل المائي الحمضي، ما يؤدي إلى ظهور جزيئات نانوية شديدة البلورة وصلبة وأقصر من ألياف السليولوز النانوية العادية، وتُعرف المادة الناتجة باسم بلورات السليولوز النانوية.

## التاريخ والمصطلحات
استخدم مصطلح النانو سليولوز من قبل شنايدر وتورباك وساندبيرغ في أواخر السبعينيات في مختبرات ويباني رايونير في نيو جيرسي، الولايات المتحدة لوصف منتج صُنع على شكل مادة هلامية عن طريق تمرير لب الخشب عبر محلول كيميائي خاص مع درجات حرارة عالية وضغط مرتفع.
ظهر المصطلح لأول مرة علنًا في أوائل الثمانينيات عندما صدرت عدد من براءات الاختراع والمنشورات لشركة رايونير حول تركيبة مادة نانوسليولوزية جديدة. نشر هيريك من شركة رايونير أيضًا عملًا على مسحوق جاف من السليولوز، وأعطت الشركة ترخيصًا مجانيًا لمن يريد الاستمرار ومتابعة هذا الاستخدام الجديد للسليولوز. ظهرت شركات أخرى لاحقًا استخدمت ألياف السليولوز النانوية في مجالات عديدة كالأطعمة ومستحضرات التجميل والورق والمنسوجات والأقمشة غير المنسوجة. تابعت مجموعة تانيوتشي ثم شركة يانو العمل على النانو سليولوز في اليابان في منتصف التسعينيات.

## طريقة الصناعة
يمكن تحضير مختلف أنواع النانو سليولوز (ألياف السليولوز النانوية، وبلورات السليولوز النانوية) من أي مادة تشكل مصدرًا للسليولوز، ولكن يستخدم لب الخشب عادةً لهذا الغرض.
يمكن عزل ألياف السليولوز النانوية من الألياف الخشبية باستخدام طرق ميكانيكية تُعرض اللب لقوى قص عالية، ما يؤدي إلى تمزيق ألياف الخشب الكبيرة إلى ألياف نانوية صغيرة جدًا، ولتحقيق ذلك يمكن استخدام أجهزة تولد ضغطًا وحرارة عاليين أو أو موائع دقيقة. تستخدم الأجهزة لفك جدران الألياف الخلوية وتحرير الألياف النانوية، وتستهلك هذه العملية كميات كبيرة جدًا من الطاقة تزيد عن 30 ميغاوات في الساعة، ولمعالجة هذه المشكلة، تستخدم طرق أنزيمية ميكانيكية مثل الأكسدة بوساطة مستحضرات كيميائية خاصة. يمكن أن تقلل هذه المعالجات المسبقة من استهلاك الطاقة إلى أقل من 1 ميغاوات في الساعة. ظهرت مؤخرًا طريقة (أكسدة النيترو) لتحضير ألياف نانوية سليولوزية مباشرة من الكتلة الحيوية النباتية الخام، تختصر هذه الطريقة خطوات المعالجة، ما يجعلها وسيلة فعالة من حيث التكلفة والوقت، ويبدو أنَّ الألياف التي أنتجت باستخدام هذه الطريقة ممتازة لإزالة الشوائب من المعادن الثقيلة مثل الرصاص والكادميوم واليورانيوم.
أما بلورات السليولوز النانوية فهي عبارة عن جزيئات متبلورة عالية (مؤشر التبلور النسبي أعلى من 75%) مع مقطع عرضي مستطيل. تتشكل من خلال التحلل المائي الحمضي لألياف السليلوز الأصلية باستخدام حمض الكبريت أو حمض كلور الماء، إذ تتحلل المقاطع غير المتبلورة من السليلوز الأصلي وبعد توقيت محدد، تسترجع البلورات من المحلول الحمضي بالطرد المركزي والغسيل، وتعتمد أبعادها على نوع المصدر الأصلي للسليولوز، ووقت التحلل المائي ودرجة الحرارة. أما الجسيمات النانوية الكربوكسيلية الكروية الشكل فتحضر بمعالجتها بحمض الآزوت وحمض الفوسفور، وفي أبريل 2013 أعلن عن اختراقات في إنتاج النانو سليولوز في مؤتمر الجمعية الكيميائية الأمريكية، إذ أجريت عملية كيميائية ميكانيكية لإنتاج النانو سليولوز من فضلات القطن بسعة 10 كلغ يوميًا.

## البنية والخصائص

### الأبعاد والتبلور
دُرست البنية الأساسية للنانو سليولوز الذي يستخرج من مصادر مختلفة على نطاق واسع باستخدام تقنيات مثل المجهر الإلكتروني الطيفي، الفحص المجهري الإلكتروني، الفحص المجهري الذري، الأشعة السينية واسعة الزاوية، الرنين المغناطيسي النووي والتحليل الطيفي لتوصيف مورفولوجيا النانو سليولوز واكتشاف خصائصه.
يمكن أن توفر مجموعة من التقنيات المجهرية مع تحليل الصور معلومات عن عرض الألياف النانو سليولوزية، ومن الصعب تحديد أطوال الألياف بسبب تشابكها والصعوبات في تحديد طرفي الألياف النانوية.
يمكن تحديد العرض الإجمالي للألياف باستخدام الرنين المغناطيسي النووي الذي طورته شركة إنفينتيا السويدية، وكانت النتيجة التي أظهرتها هذه الطريقة 17 نانومتر، والتي تتوافق مع نتيجة التقنيات الأخرى بشكل كبير، ومع ذلك فقد أكدت أبحاث اعتمدت على تقنيات أخرى وجود ألياف يتراوح عرضها بين 5 – 15 نانومتر مع كثافة تبلغ 0.5 ميكرولتر/ كغ، ويبدو واضحًا أن كيمياء المصدر الأساسي للألياف لها تأثير كبير على البنية المجهرية للألياف النانوية السليولوزية. يزيد الكاربوكسيميثيل من عدد المجموعات المشحونة على الأسطح الليفية، ما يجعل تحرير الألياف أسهل وينتج عنه عرض ليفي أصغر وأكثر انتظامًا (5 - 15 نانومتر) مقارنة بالنانوسليولوز الأنزيمي المعالج سابقًا، إذ كان عرض الليف 10 - 30 نانومتر.

### الخصائص الميكانيكية
يبلغ معدل صلابة بلورات السليولوز 140 - 220 غيغا باسكال، وعند مقارنتها بالألياف الزجاجية التي تستخدم أيضًا لتقوية البلاستيك، يظهر أن البلاستيك المصنوعة من بلورات النانو سليولوز يتمتع بقوة عالية (أكثر من 200 ميغا باسكال)، وصلابة عالية (حوالي 20 غيغا باسكال) ولكنه يفتقر إلى الإجهاد العالي (12% فقط). تبلغ نسبة قوتها إلى وزنها 8 أضعاف قوة الفولاذ المقاوم للصدأ. تتمتع الألياف المصنوعة من النانو سليولوز بقوة عالية (تصل إلى 1.57 غيغا باسكال) وصلابة (تصل إلى 86 غيغا باسكال).

## التطبيقات المحتملة
تجعل خصائص النانو سليولوز (مثل خصائصه الميكانيكية واللزوجة وغيرها) منه مادة مثيرة للاهتمام لاستخدامها في العديد من التطبيقات.

### الورق والورق المقوى
يُتوقع أن تعزز ألياف السليولوز النانوية قوة الربط بين الألياف التي تستخدم في صناعة الأوراق، وبالتالي سيكون لها تأثير مقوي على المواد الورقية، وقد يكون النانو سليولوز مفيدًا كحاجز في أنواع الأوراق المقاومة للشحوم وكإضافة لتعزيز الخصائص الجافة والرطبة في أنوع الورق المتنوعة ومنتجات الكرتون، وثبت أن استخدام ألياف السليولوز النانوية كمادة طلاء على سطح الورق والورق المقوى يحسن خصائص الحجز ومقاومة الهواء ومقاومة الشحوم والزيت ويعزز أيضًا خصائص الألواح الورقية ويمنحها سطحًا أنعم. يمكن استخدام ألياف السليولوز النانوية أيضًا لصناعة ورق مرن وشفاف بصريًا، ومثل هذا الورق سيكون مفيدًا للاستخدام في الأجهزة الإلكترونية لأنه قابل لإعادة التدوير ومتوافق مع الكائنات البيولوجية ويتحلل بسهولة.